# گیرکالنیس
گیرکالنیس (به لاتین: Girkalnis) یک شهرک در لیتوانی است که در شهرستان کاوناس واقع شده‌است.

## خصوصیات
گیرکالنیس ۹۹۷ نفر جمعیت دارد.